# San Juan de los Garza
San Juan de los Garza är en ort i Mexiko.   Den ligger i kommunen Cadereyta Jiménez och delstaten Nuevo León, i den centrala delen av landet, 700 km norr om huvudstaden Mexico City. San Juan de los Garza ligger 379 meter över havet och antalet invånare är 168.
Terrängen runt San Juan de los Garza är platt åt nordost, men åt sydväst är den kuperad. Terrängen runt San Juan de los Garza sluttar österut. Runt San Juan de los Garza är det ganska tätbefolkat, med 62 invånare per kvadratkilometer. Närmaste större samhälle är Cadereyta Jiménez, 8,9 km nordost om San Juan de los Garza. I omgivningarna runt San Juan de los Garza växer huvudsakligen savannskog.